# Alice Wu
Alice Wu (伍思薇S, Wǔ SīwēiP; San Jose, 21 aprile 1970) è una regista e sceneggiatrice statunitense.

## Biografia
Nata a San Jose da genitori taiwanesi, Wu si è laureata in informatica nel 1990 alla Università di Stanford. Parallelamente al suo lavoro di ingegnere del software presso la Microsoft, ha seguito lezioni di sceneggiatura all'Università del Washington. Si è poi trasferita a New York per dedicarsi a tempo pieno ad una carriera nel cinema ed in cinque anni è iniziata la produzione del suo primo film, Salvare la faccia, uscito nel 2005 dopo aver debuttato al Toronto International Film Festival, al Sundance Film Festival e al Seattle International Film Festival. Nel 2020 Netflix ha distribuito L'altra metà, che Wu ha diretto, sceneggiato e prodotto.

## Filmografia

### Regista
- Salvare la faccia (Saving Face) (2004)
- L'altra metà (The Half of It) (2020)
- Fleishman a pezzi (Fleishman Is in Trouble) – miniserie TV, puntata 2 (2022)

### Sceneggiatrice
- Salvare la faccia (Saving Face) (2004)
- L'altra metà (The Half of It) (2020)

### Produttrice
- L'altra metà (The Half of It) (2020)